# H抜き
h抜き（エイチぬき、エッチぬき）とは、ウェブ上の電子掲示板などにおいて、ウェブサイトのURLを書き込む際に先頭の"h"などを抜いて書き込む行為を指す。
「http://」で始まるアドレスから先頭の"h"が抜かれるために「h抜き」と呼ばれている。

## 概要
インターネット上の掲示板やコンテンツ管理システム (CMS) 等のシステムでは、URL文字列を書き込むと、自動的にリンクとして扱う=リンクタグを補完する「自動リンク機能」が実装されている場合が多い（ウィキペディアのサーバーで使用されているWikiプログラムMediaWikiもそうである）。しかし、ユーザーが自動リンクされるのを避けたいケースもあり、h抜きはその回避手段として編み出されたと言える。

## h抜きの例
以下はハイパーリンク及びh抜きされたただの文字列の例である。
h抜きをしない場合
http://ja.wikipedia.org/
HTTPSの場合: https://ja.wikipedia.org/
h抜きをした場合
ttp://ja.wikipedia.org/
HTTPSの場合: ttps://ja.wikipedia.org/

## h抜きの亜種
ttp://とする以外にも、以下のような手段が使われている。
- hxxpとする
  - 特にセキュリティ界隈で使われるということで、hxxpsと併せてIETFドラフトとして提案されている[1]。